# Enthalpie de liaison
 (décembre 2016).
Si vous disposez d'ouvrages ou d'articles de référence ou si vous connaissez des sites web de qualité traitant du thème abordé ici, merci de compléter l'article en donnant les références utiles à sa vérifiabilité et en les liant à la section « Notes et références ».
En chimie, l'énergie de dissociation d'une liaison (D0) réfère à l'une des mesures de l'énergie d'une liaison chimique. Elle correspond au changement d'enthalpie lors d'un clivage homolytique avec des réactifs et des produits de la réaction d'homolyse à 0 K (zéro absolu). D'ailleurs, l'énergie de dissociation d'une liaison est parfois appelée l'« enthalpie de dissociation d'une liaison ». Cependant, ces termes ne sont pas strictement équivalents car l'enthalpie de dissociation d'une liaison réfère à la réaction d'enthalpie aux conditions normales de température et de pression. Cela amène une différence d'environ 1,5 kilocalorie par mole (kcal/mol), ou 6 kJ/mol, dans le cas d'une liaison hydrogène dans une grande molécule organique.